# New Zealand Cavaliers
Los New Zealand Cavaliers (Caballeros de Nueva Zelanda) fueron un seleccionado no oficial de los All Blacks que desobedeciendo a la World Rugby y a la New Zealand Rugby partió de gira a Sudáfrica y enfrentó a los Springboks cuando toda participación deportiva de estos últimos estaba prohibida por el régimen de Apartheid del país.

## Historia
En 1985 Sudáfrica esperaba una visita de Nueva Zelanda que por presión a la World Rugby fue suspendido. El partido entre sudafricanos y neozelandeses era el de mayor calidad posible en la época y con la confirmación que la primera edición de la Copa del Mundo se realizaría el año siguiente, la necesidad de los All Blacks de medirse ante los Springboks era muy tentadora y para los de africanos era su mundial ya que su participación en la Copa del Mundo estaría prohibida.
Con la administración de Ian Kirkpatrick y la South African Rugby Union, 31 jugadores partieron a Sudáfrica entrenados por Colin Meads ante la negativa del entrenador nacional Brian Lochore. La gira fue condenada en todo el Mundo, sin embargo para los afrikáner y algunos ciudadanos neozelandeses se trató de una muestra de caballerosidad, de ahí el apodo de caballeros.
Al la New Zealand Rugby suspendió a todos los miembros de los Cavaliers para los dos partidos siguientes. Fue el último partido entre All Blacks y Springboks en la era del apartheid.

## Plantel
De los 30 convocados iniciales, solo David Kirk y John Kirwan rechazaron participar del tour ilegal. Se cree que la mayoría de los jugadores fueron premiados económicamente, algo prohibido en la época y que nunca fue reconocido por ninguno de los participantes pero tampoco negado.
Entrenador: Colin Meads
Forwards
- Murray Mexted
- Andy Haden
- Wayne Shelford
- Jock Hobbs
- Mark Shaw
- Scott Crichton
- Alan Whetton
- Albert Anderson
- Andy Dalton (C)
- Gary Whetton
- Murray Pierce
- John Ashworth
- Steve McDowall
- Frank Shelford
- John Mills
- Hika Reid
- Gary Knight

Backs
- Robbie Deans
- Kieran Crowley
- Bernie Fraser
- Mike Clamp
- Craig Green
- Bill Osborne
- Steven Pokere
- Bryce Robins
- Victor Simpson
- Warwick Taylor
- Grant Fox
- Dave Loveridge
- Andrew Donald
- Wayne Smith

## Partidos de entrenamiento
| Juniors Springboks  | 21–22 | New Zealand Cavaliers |
| Blue Bulls          | 9–10  | New Zealand Cavaliers |
| Free State Cheetahs | 9–31  | New Zealand Cavaliers |
| Golden Lions        | 24–19 | New Zealand Cavaliers |
| Western Province    | 15–26 | New Zealand Cavaliers |
| Natal Sharks        | 24–37 | New Zealand Cavaliers |
| SA Barbarians       | 13–42 | New Zealand Cavaliers |
| Leopards            | 18–26 | New Zealand Cavaliers |

## Springboks
Entrenador: Cecil Moss
Forwards
- Frans Erasmus
- Uli Schmidt
- Piet Kruger
- Louis Moolman
- Burger Geldenhuys
- Wahl Bartmann
- Gert Smal
- Jannie Breedt
- Flippie van der Merwe
- André Markgraaff
- Schalk Naude

Backs
- Garth Wright
- Carel du Plessis
- Michael du Plessis
- Jaco Reinach
- Naas Botha (C)
- Johan Heunis
- Danie Gerber
- Chris Rogers
- Donovan Twiname
- Helgard Müller

## Test matches[1]
Primera fecha
| 10 de mayo de 1986 | Sudáfrica                                                              | 21 – 15 | NZ Cavaliers                                   | Estadio Newlands, Ciudad del Cabo,                       |                                                          |
|                    | Tries C. Du Plessis Conversión Botha Penales Botha (3) Drops Botha (2) | Reporte | Tries Try penal Conversión Fox Penales (3) Fox | Asistencia: 38.000 espectadores Árbitro(s): Ken Rowlands | Asistencia: 38.000 espectadores Árbitro(s): Ken Rowlands |

Segunda fecha
| 17 de mayo de 1986 | Sudáfrica                                        | 18 – 19 | NZ Cavaliers                                       | Estadio Kings Park, Durban,                              |                                                          |
|                    | Tries Reinach Conversión Botha Penales Botha (4) | Reporte | Tries Mexted Taylor Conversión Fox Penales (3) Fox | Asistencia: 42.000 espectadores Árbitro(s): Ken Rowlands | Asistencia: 42.000 espectadores Árbitro(s): Ken Rowlands |

Tercera fecha
| 24 de mayo de 1986 | Sudáfrica                                                                   | 33 – 18 | NZ Cavaliers                                          | Estadio Loftus Versfeld, Pretoria,                       |                                                          |
|                    | Tries Botha Gerber Reinach Schmidt Conversiones Botha (4) Penales Botha (3) | Reporte | Tries Crowley Conversión Fox Penales (3) Fox Drop Fox | Asistencia: 68.000 espectadores Árbitro(s): Ken Rowlands | Asistencia: 68.000 espectadores Árbitro(s): Ken Rowlands |

Cuarta fecha
| 31 de mayo de 1986 | Sudáfrica                                                          | 24 – 10 | NZ Cavaliers                   | Estadio Ellis Park, Johannesburgo,                       |                                                          |
|                    | Tries Wright Conversión Botha Penales Botha (5) Drop M. Du Plessis | Reporte | Tries Donald Penales (2) Deans | Asistencia: 72.000 espectadores Árbitro(s): Ken Rowlands | Asistencia: 72.000 espectadores Árbitro(s): Ken Rowlands |